# Attentato al bus di Ramat Gan
L'attentato al bus di Ramat Gan fu un attacco suicida di Hamas contro l'affollato autobus di pendolari numero 20 a Ramat Gan, Israele, avvenuto il 24 luglio 1995, vicino all'Israel Diamond Exchange. Sei israeliani furono uccisi e 33 rimasero feriti. La bomba conteneva 33 libbre di TNT imballate in un tubo di metallo.

## Vittime
- Mordechai Tuvya, 38 anni;
- Nechama Leibowitz, 61 anni
- Zehava Oren, 60 anni;
- Rachel Tamari, 61 anni;
- Moshe Shkedi, 80 anni;< https://laad.btl.gov.il/Web/He/TerrorVictims/Page/Default.aspx?ID=35323>
- Zvia Hacohen, 62 anni.[1]

## I responsabili
Subito dopo le 9:00, arrivò una telefonata all'ufficio stampa dell'Associated Press a Gerusalemme est che rivendicava la responsabilità dell'attacco. Il chiamante si vantò del fatto che un giovane di Hamas del gruppo di Yahya Ayyash della Cisgiordania aveva effettuato l'attacco.